# Isakas Anolikas
Isakas Anolikas (1903 — 1943) foi um ciclista lituano que competiu no ciclismo nos Jogos Olímpicos de Verão de 1924 e 1928, representando a Lituânia.